# Oberstdorf
Oberstdorf là một đô thị ở Oberallgäu bang Bayern thuộc nước Đức.
Đây là nơi nghỉ dưỡng sức khỏe khí hậu tốt với các khu trượt tuyết trên núi cao từ Nebelhorn, Söllereck và Fellhorn / Kanzelwand, các đường mòn trượt tuyết, sân trượt băng cũng như các sàn nhảy cho môn trượt tuyết nhảy xa và cũng là một điểm đến phổ biến của những người thích leo núi.

## Thành phố kết nghĩa
- Megève, Pháp.